# Mobb Deep
Mobb Deep was een hiphopduo, dat bestond uit de Amerikaanse rappers Prodigy en Havoc. In 1993 debuteerde het duo met het album Juvenile Hell, maar met name het tweede album The Infamous was hun grote doorbraak.
Mobb Deep was  populair in de 'Underground-scene' van New York. Het duo werd in 2005 gecontracteerd door 50 Cents G-Unit Records, waar ze in 2006 hun album uitbrachten, genaamd Blood Money. 

## Biografie

### Begin
Havoc en Prodigy begonnen met rappen in de late jaren tachtig, toen ze elkaar ontmoetten op de 'High School of Art and Design' in New York. Havoc nam de rol van producer, Prodigy was de primaire rapper, de hoofdrapper. Na het eerst geprobeerd te hebben met de naam 'The Poetical Profits', veranderden ze hun naam naar 'Mobb Deep', omdat die naam meer verband had met de straat waar de rappers vandaan kwamen. In 1993 brachten ze hun debuutalbum Juvenile Hell uit, maar het album flopte, hoewel een aantal tracks op het album wel aandacht wekten.

### Doorbraak
Twee jaar later probeerde het duo het opnieuw met het album The Infamous. Dit werd een van de invloedrijkste albums in de geschiedenis van de eastcoasthiphop. Hoewel het album nog steeds geen echt commercieel succes was (nr. 18 in de Billboard 200), was The Infamous immens populair op de straten van New York, net als de single "Shook Ones, Pt. II". Ook de producties van Havoc trokken de aandacht, vanwege de harde en directe beats die Havoc op bijna elke track van het album wist neer te zetten.
Hun derde album Hell on Earth werd eveneens een succes, dit keer nog meer (nr. 6 in de Billboard 200, en daarmee werd het hiphopduo meer naar voren geschoven in de eastcoasthiphopscene, in de buurt van The Notorious B.I.G., de Wu-Tang Clan, Jay-Z en Nas.
In 1999 kwam hun langverwachte album Murda Muzik. Vanwege de dertig tracks die van tevoren uitlekten, en keer op keer uitstel van het album, kreeg Murda Muzik veel aandacht in de media, waardoor het in de Billboard 200 debuteerde op 3 en snel de platina status bereikte. Ook de successingle "Quiet Storm" zorgde voor aandacht.
H.N.I.C. was het solo-debuut van Prodigy, dat snel na Murda Muzik uitkwam. Behalve Havoc produceerden ook The Alchemist en Just Blaze tracks voor het album.

### Prodigy versus Jay-Z
Na 'Murda Muzik' ontstond wrijving tussen Prodigy en Jay-Z. Prodigy voelde zich aangevallen door een aantal zinnen op Jay-Z's tracks. In 2001 bracht Jay-Z de track "Takeover" uit, die dit keer duidelijk richting Prodigy was gericht. Op het album Infamy stond de track "Burn", een antwoord van Prodigy op Jay-Z. Het album verkocht slecht, volgens muziek critici te wijten aan de meer commercieel gerichte producties van Havoc, iets wat de oude Mobb Deep fans niet konden waarderen. Bovendien was de onmin met Jay-Z slecht voor het 'gangster'-imago van het rap duo. De rappers zouden hun geloofwaardigheid zijn verloren.

### Jive Records
In 2004 tekende Mobb Deep bij Jive Records. Ze brachten het album Amerikaz Nightmare uit. Het album flopte en Mobb Deep leek zijn oude fans kwijtgeraakt te zijn.

### G-Unit Records
In 2005 leek het duo weer een nieuwe start te maken, toen ze verklaarden dat ze getekend hadden bij G-Unit Records, het label van in 2002 doorgebroken rapper 50 Cent. De deal was een verrassing voor velen, aangezien 50 Cent in de track "Piggy Bank" een ogenschijnlijk negatieve uitlating had gedaan over Mobb Deep ("Jada, don't fuck with me, if you wanna eat; Cuz I'll do ya lil' ass like Jay did Mobb Deep"), een waarschuwing voor Jadakiss dat 50 hem net zo hard zal breken als Jay-Z destijds met Mobb Deep deed. Toch verklaarde 50 Cent een groot fan te zijn van het duo. Hij had bovendien gedurende 2004 en 2005 de producties van Havoc gebruikt voor een aantal G-Unit Records-albums. Eind 2005 maakte 50 Cent een remix van de track "Outta Control", en bracht het uit als vierde single van 50 Cents album The Massacre, als promotie voor Mobb Deep. Dit nummer werd Mobb Deeps eerste en tot nu toe enige internationale hit (Mobb Deep had nooit wereldwijde aandacht gekregen, zelfs niet in de tijd van The Infamous en Murda Muzik), en zette Mobb Deep terug in de aandacht in de hiphopwereld.

### Blood Money
Op 2 mei 2006 kwam hun G-Unit Records-debuut uit, genaamd Blood Money. Het album verkocht veel beter dan hun laatste albums, waarschijnlijk te wijten aan hun oude fans die de deal met G-Unit Records als een terugkeer zagen, en een aantal 50 Cent en G-Unit-fans die automatisch hun ogen op Mobb Deep gericht hadden. Het album kwam binnen op 3 in de Billboard 200.

### Arrestatie Prodigy
In 2006 werd Prodigy gearresteerd samen met The Alchemist vanwege spookrijden. In de auto werden wapens gevonden, wat voor Prodigy de befaamde derde keer was voor illegaal wapenbezit (in de VS kan de derde keer een misdrijf een extreem hoge straf als gevolg hebben). Prodigy werd veroordeeld voor een celstraf van 15 jaar, maar kreeg de kans om de straf te verminderen naar 3½ jaar als hij zou bekennen dat hij bewust wapens in de auto had liggen (de rapper beweerde eerst dat hij niet wist dat de wapens in de auto lagen). De rapper stemde toe, bekende, en werd veroordeeld voor een celstraf van 3½ jaar. Prodigy zou op 9 januari 2008 moeten beginnen aan de celstraf, maar werd op diezelfde dag opgenomen in het ziekenhuis, waar hij 30 dagen bleef. Op 13 februari moest Prodigy wel daadwerkelijk voor 3,5 jaar afscheid nemen van zijn vrijheid.
Op 20 juni 2017 overleed Prodigy.

## Discografie

### Albums
- 1993: Juvenile Hell
- 1995: The Infamous
- 1996: Hell on Earth
- 1999: Murda Muzik
- 2001: Infamy
- 2004: Amerikaz Nightmare
- 2006: Blood Money
- 2011: Black Cocaine
- 2014: The Infamous Mobb Deep

### Soloalbums
- 2000: Prodigy - H.N.I.C.
- 2007: Prodigy - Return of the Mac
- 2007: Havoc - The Kush
- 2008: Prodigy - H.N.I.C. Pt. 2
- 2009: Havoc - Hidden Files
- 2012: Prodigy - H.N.I.C. 3
- 2012: Prodigy - The Bumpy Johnson Album
- 2013: Havoc - 13
- 2013: Prodigy - Albert Einstein

### Singles
Juvenile Hell
- "Peer Pressure"
- "Hit It from the Back"

The Infamous
- "Shook Ones, Pt. II"
- "Survival of the Fittest"
- "Temperature's Rising"

Hell on Earth
- "Drop a Gem on 'Em"
- "Front Lines (Hell on Earth)"
- "G.O.D. Pt. II"

Murda Muzik
- "Quiet Storm"
- "It's Mine"
- "U.S.A."

Infamy
- "Burn"
- "Hey Luv (Anything)"
- "Get Away"
- "Pray for Me"

Free Agents: The Murda Mix Tape
- "Solidified"
- "The Illest"
- "Double Shots"

Amerikaz Nightmare
- "Got It Twisted"
- "Real Gangstaz"
- "Throw Your Hands (in the Air)"
- "Win or Lose"

Blood Money
- "Have a Party"
- "Put 'Em in Their Place"
- "Give It to Me"